# Menotti Pertici

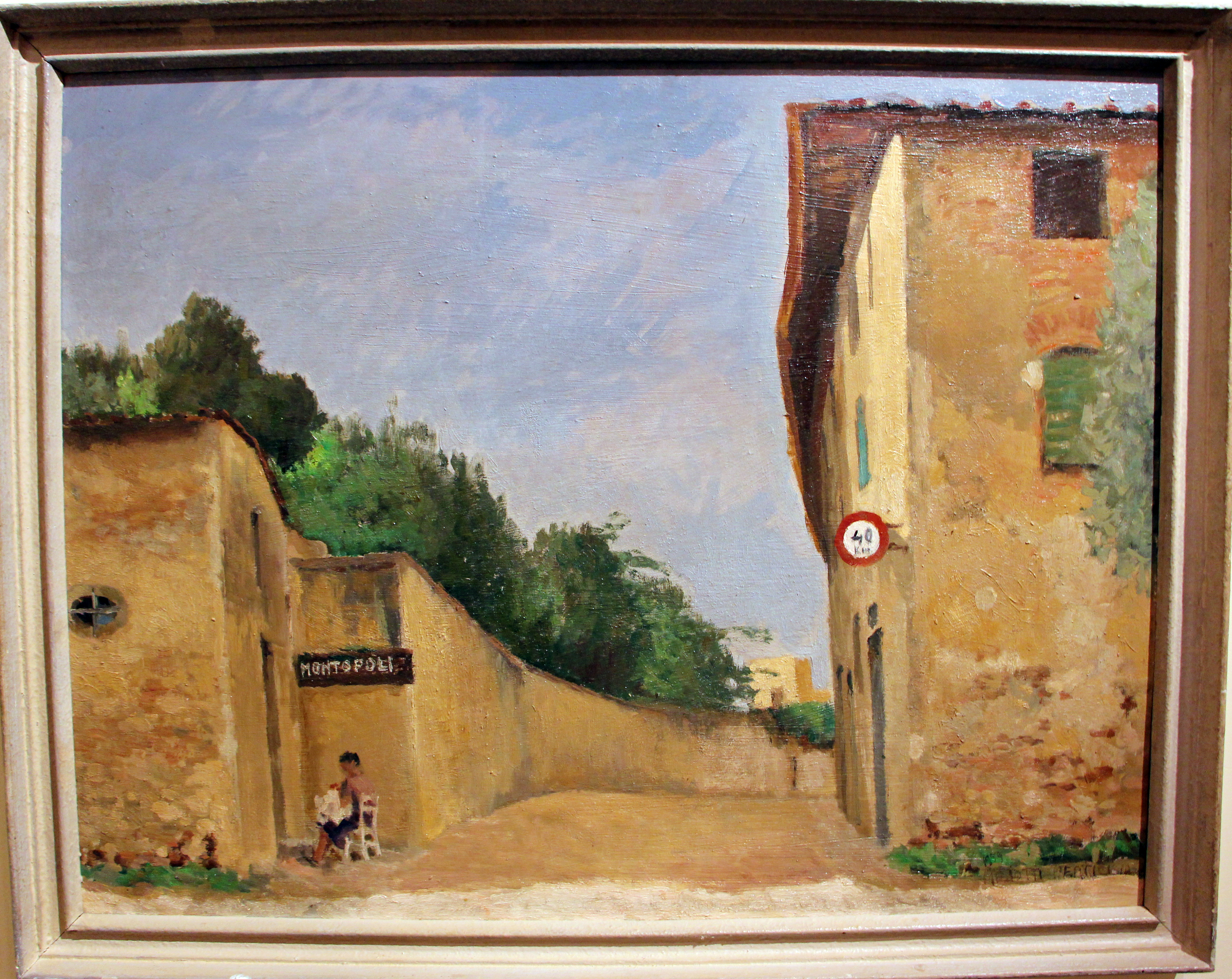
Quadro di Menotti, strada con alberi 1930-40

Menotti Pertici (Montopoli in Val d'Arno, 22 marzo 1904 – Montopoli in Val d'Arno, 16 novembre 1966) è stato un pittore italiano.

## Biografia
Menotti Pertici nacque da una famiglia di mercanti di ovini. Non compì studi artistici, ma iniziò a dipingere precocemente come autodidatta. Fu allievo e amico di Silvio Bicchi, da cui apprese la tecnica del disegno a pastello e l'influenza dei macchiaioli. 
Dal 1938 al 1940 si trasferì a Bengasi in Cirenaica; rientrò in Italia con lo scoppio della seconda guerra mondiale. 
Nel 1952 si trasferì a Buenos Aires in cerca di fortuna, ma con scarso successo. Qualche anno dopo ritornò in Italia dove si sposò e successivamente ebbe una figlia, Rita Pertici. 
Nel 1958 rientrò a Montopoli Val d'Arno, dove nacque il suo secondogenito. 
Morì a Montopoli Val d'Arno nel 1966.

## Opere
Lo stile pittorico di Menotti Pertici sperimenta diverse tecniche artistiche, come quella del pastello. Il suo talento pittoresco è legato ai paesaggi; la maggior parte delle sue opere riprende panorami, scene di vita e di costumi diversi, in particolare riprodotti durante i suoi viaggi. All'incirca 60 sono i quadri, che ritraggono paesaggi campestri, angoli nascosti di Montopoli, animali, nature morte e paesaggi africani.
Al Museo Civico di Palazzo Guicciardini di Montopoli Val d'Arno sono conservate alcune sue opere.
Menotti Pertici collaborò con Luigi Gajoni al tempo della decorazione del soffitto dell'antica Pieve dei SS. Stefano e Giovanni a Montopoli.
L'8 maggio 1999, presso la Chiesa della Compagnia di Montopoli Val d'Arno fu inaugurata una mostra retrospettiva dedicata al pittore.

### Dipinti
| Amelia                      | Primi anni '20, olio su tavola, 26x36 cm, Proprietà privata, Montopoli V.A               |
| Ritratto di Gino Susini     | 1929, pastello su tavola, 29x39 cm, Proprietà privata, Roma                              |
| Montopoli: Via Fornoli      | 1931, pastello su cartoncino, 33x25 cm, Proprietà privata, Tirrenia                      |
| Mucca nella stalla          | 1940, gessetto su cartoncino, 40x30 cm, Proprietà privata, Montopoli V.A                 |
| Al Piazzale                 | anni '30, pastello su cartoncino, 33x17 cm, Proprietà privata, Montopoli V.A             |
| Vitello nella stalla        | 1930, pastello su cartoncino, 31x22 cm, Proprietà privata, Montopoli V.A                 |
| Stalla con vitelli          | 1940, pastello su cartoncino, 46x27 cm, Proprietà privata, San Romano                    |
| Ingresso alla Torre Giulia  | 1935, pastello su cartoncino, 33x24 cm, Proprietà privata, Castelfranco di Sotto         |
| Asinello con barroccino     | 1936, pastello su cartoncino, 29x23 cm, Proprietà privata, San Romano di Pisa            |
| Buoi nella stalla           | 1939, pastello su cartoncino, 48x31 cm, Proprietà privata, Viareggio                     |
| Via Belvedere con figure    | anni '50, olio su tavola, 36x26 cm, Proprietà privata, Pontedera                         |
| La ciuca di Basusi          | 1950, pastello su tavola, 62x45 cm, Proprietà privata, Roma                              |
| La torre di San Martino     | 1952, olio su tavola, 70x51 cm, Proprietà privata, Roma                                  |
| Nevicata                    | anni '50, pastello su cartoncino, 45.5x31 cm, Proprietà Ventavoli Licia, Montopoli V.A   |
| Montopoli: Via Guicciardini | 1962, olio su tela, 65x83 cm, Proprietà privata, Pisa                                    |
| Mercato al piazzale         | anni 1936-37, pastello su cartoncino, 38x27 cm, Proprietà privata, Castelfranco di Sotto |
| Speradio                    | 1935, pastello su carta, 36,5x30,5 cm, Proprietà privata, Castelfranco di Sotto          |